# 粟津村 (石川県)
粟津村（あわづむら）は、石川県能美郡に存在した村。

## 地理
- 現在の小松市の南部。1940年（昭和15年）の小松市が発足当時は小松市で最南端の地区だった。
- 粟津温泉が村の中心にあった。
- 旧木津村の地域は木場潟に面し、そのため、漁業も行われていた。
- 当時の農業での主な産物は、米、イグサ、繭、柿、木材、木炭、絹織物、ござ、茶など。桑の栽培も行われていた。
- 河川: 日用川

## 歴史
- 1889年（明治22年）4月1日 - 町村制の施行により、粟津村、馬場村、西原村、牧口村、西荒谷村、日用村、白山田村、小山田村及び井口村の区域をもって、粟津村が発足する。
- 1907年（明治40年）8月5日 - 粟津村及び木津村が合併して、改めて粟津村が発足する。
- 1907年（明治40年）11月16日 - 北陸本線の粟津駅が開業。
- 1911年（明治44年）3月5日 - 粟津軌道（後の温泉電軌、北陸鉄道粟津線）の粟津駅（後の粟津温泉駅） - 符津駅（後の新粟津駅）間が開業。
- 1914年（大正3年）11月3日 - 温泉電軌（後の北陸鉄道連絡線）の山代東口駅 - 粟津温泉駅間が開業。
- 1915年（大正4年）6月15日 - 温泉電軌の馬場駅が開業。
- 1917年（大正6年）10月1日 - 温泉電軌の荒屋駅が開業。
- 1940年（昭和15年）12月1日 - 小松町、安宅町、牧村、板津村、白江村、苗代村、御幸村及び粟津村が合併して、小松市が発足する。粟津村の15大字は小松市の町名に継承。